# Stina Sörman
Stina Sörman, född Lencke 13 januari 1910 i Stockholm, död 1993, var en svensk målare, keramiker och formgivare.  
Efter första världskriget flyttade hon med sin mor från Stockholm till New York. Hon fick en treårig utbildning vid The Industrial Art Course på Washington Irving High School efter college och graduation vid en klosterskola. Hon studerade School of Applied Design for Woman och därefter måleri hos konstnären Winold Reiss.
1935, återkommen till Stockholm tre år tidigare, gifte hon sig och fick tre barn, Majken Sörman-Olsson, konstnär, författare och tidigare journalist, Barbro Sörman, tidigare krukmakare och Magnus Sörman, konstnär. 2010 var det en utställning i Tulpanens Hus, Åkeshovs slott, för att fira att det var hundra år sedan hon föddes. 